# Our Secret Spot
『Our Secret Spot』（アワー シークレット スポット）は、2019年7月24日に発売されたthe HIATUSの6枚目のオリジナルアルバム。また同日にアルバム収録全曲のダウンロード&サブスクリプションサービスでの配信が各主要音楽配信サイトでスタートした。

## 概要
前作『Hands Of Gravity』から約3年ぶりとなるアルバム。アルバムタイトルの"Our Secret Spot"という言葉は、収録曲の「Chemicals」の歌詞にも使われている。全10曲を収録し、「Regrets」にはミュージック・ビデオが制作され、YouTubeで公開された。
本作は、「時代性や音楽を取り巻く環境の変化を反映させたロックバンドのサウンドデザインの更新」を目指して制作された。ストリーミングサービスを使って音楽を聴く人が増え、DAWなどの普及により誰でも色々な音を使えるようになった時代において、1990年代の保守的なロックサウンドがポピュラリティを得る日本で新たなカタルシスを生むトライはMONOEYESでもなされているが、本作で細美武士は「4枚目のアルバム（『Keeper Of The Flame』、2014年）辺りから目指していたサウンドデザインにようやくたどり着けた実感がある」「ロックバンドのサウンドデザインを更新したいと思い続けて、the HIATUSとして鳴らしたい音が一旦完成した」と語っている。具体的にはストリーミングサービスの中では音量を下げられてしまう中音域より上の歪んだ音は削り、より同時代的なサウンドを確立するためになるべく音数を減らす試みにより、新しいメロディや歌唱が引き出された。
楽曲制作については、それまではドラムの柏倉隆史とピアノの伊澤一葉が曲の"種"となるアイディアや材料を作り、細美がそれにメロディと歌詞を乗せるという工程だったが、今作では細美が先にメロディを作り、それを柏倉と伊澤がアレンジして、そこにベースのウエノコウジとギターのmasasucksが入って仕上げている曲の割合が多くなっている。

## 収録曲
| 全作詞: 細美武士、全作曲: the HIATUS。 |                                 |          |            |      |
| #                                      | タイトル                        | 作詞     | 作曲・編曲 | 時間 |
| 1.                                     | 「Hunger」                      | 細美武士 | the HIATUS | 3:59 |
| 2.                                     | 「Servant」                     | 細美武士 | the HIATUS | 3:07 |
| 3.                                     | 「Regrets」                     | 細美武士 | the HIATUS | 3:57 |
| 4.                                     | 「Time Is Running Out」         | 細美武士 | the HIATUS | 3:48 |
| 5.                                     | 「Chemicals」                   | 細美武士 | the HIATUS | 4:19 |
| 6.                                     | 「Silence」                     | 細美武士 | the HIATUS | 4:10 |
| 7.                                     | 「Back On the Ground」          | 細美武士 | the HIATUS | 4:13 |
| 8.                                     | 「Firefly/Life in Technicolor」 | 細美武士 | the HIATUS | 4:08 |
| 9.                                     | 「Get Into Action」             | 細美武士 | the HIATUS | 3:46 |
| 10.                                    | 「Moonlight」                   | 細美武士 | the HIATUS | 3:48 |

## 演奏
- 細美武士：Vocals, Guitar, Programming
- masasucks：Guitar
- ウエノコウジ：Bass
- 柏倉隆史：Drums, Programming
- 伊澤一葉：Piano, Keyboards